# كلية سبرينجفيلد
كلية سبرينجفليد هي جامعة خاصة تأسست في عام 1885 وتضم حاليا حوالي 4755 طالب وطالبة مقيدا بها تقع في مدينة سبرينجفليد بولاية ماساشوستس وتقدم جميع البراميج الاكاديمية عبر 5 مدارس تابعة لها في الآداب والعلوم والدراسات المهنية، والصحة والتعليم الطبيعي والابداع، والخدمات الإنسانية والعمل الاجتماعي والعلوم الصحية ودراسات إعادة التأهيل..البرامج الشعبية ذات الاقبال تكون عادة في مجالات الحركة والدراسات الرياضية، والعلوم التطبيقية العملية، وعلم النفس وادارة الأعمال وادارة الرياضة والعلاج الطبيعي، والمساعدة الطبية، ودراسات إعادة التأهيل للغير قادرين، والتدريبات الثقيلة إلى جانب مجال العدالة الجنائية.